# Норте-де-Сантандер
Північний Сантандер, або Норте-де-Сантандер (ісп. Norte de Santander) — один з департаментів Колумбії. Розташовується у північній частині країни. На сході та півночі межує з Венесуелою. Адміністративний центр — місто Кукута.

## Адміністративний поділ
Департамент Північний Сантандер складається з 6 субрегіонів, які діляться на 40 муніципалітетів:

### Субрегіони
| Центральний субрегіон (Centro) | Північний субрегіон (Norte) | Західний субрегіон (Occidente) |
| ------------------------------ | --------------------------- | ------------------------------ |
|                                |                             |                                |

| Східний субрегіон (Oriente) | Південно-Західний субрегіон (Suroccidente) | Південно-Східний субрегіон (Suroriente) |
| --------------------------- | ------------------------------------------ | --------------------------------------- |
|                             |                                            |                                         |

### Муніципалітети

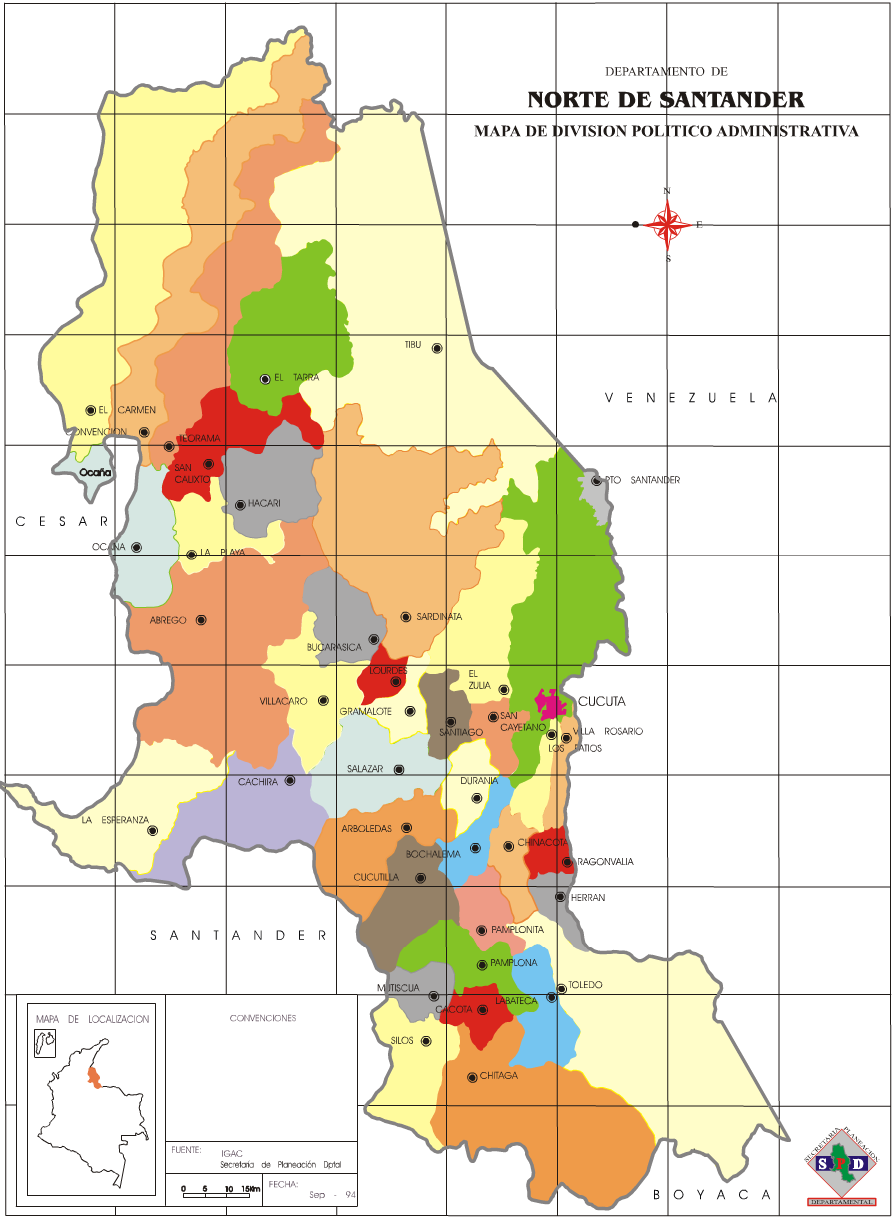
Муніципалітети департаменту Північний Сантандер.

| №  | прапор | Муніципалітети                                  | Субрегіони                                 | площа, км² | населення, осіб (2005) |
| -- | ------ | ----------------------------------------------- | ------------------------------------------ | ---------- | ---------------------- |
| 1  |        | Абрего (Abrego)                                 | Західний субрегіон (Occidente)             | 1582       | 32 142                 |
| 2  |        | Качира (Cáchira)                                | Західний субрегіон (Occidente)             | 606        | 10 557                 |
| 3  |        | Конвенсьйон (Convención)                        | Західний субрегіон (Occidente)             | 907        | 14 018                 |
| 4  |        | Ель-Кармен (El Carmen)                          | Західний субрегіон (Occidente)             | 1687       | 11 750                 |
| 5  |        | Ла-Есперанса (La Esperanza)                     | Західний субрегіон (Occidente)             | 665        | 10 889                 |
| 6  |        | Акарі (Hacarí)                                  | Західний субрегіон (Occidente)             | 597        | 8116                   |
| 7  |        | Ла-Плайя-де-Белен (La Playa de Belén)           | Західний субрегіон (Occidente)             | 241        | 5806                   |
| 8  |        | Оканья (Ocaña)                                  | Західний субрегіон (Occidente)             | 460        | 90 037                 |
| 9  |        | Сан-Каліхто (San Calixto)                       | Західний субрегіон (Occidente)             | 387        | 9837                   |
| 10 |        | Теорама (Teorama)                               | Західний субрегіон (Occidente)             | 852        | 15 292                 |
| 11 |        | Букарасіка (Bucarasica)                         | Північний субрегіон (Norte)                | 263        | 4507                   |
| 12 |        | Ель-Тарра (El Tarra)                            | Північний субрегіон (Norte)                | 687        | 9925                   |
| 13 |        | Сардіната (Sardinata)                           | Північний субрегіон (Norte)                | 1431       | 19 425                 |
| 14 |        | Тібу (Tibú)                                     | Північний субрегіон (Norte)                | 2696       | 30 059                 |
| 15 |        | Кукута (Cúcuta)                                 | Східний субрегіон (Oriente)                | 1176       | 585 543                |
| 16 |        | Ель-Сулія (El Zulia)                            | Східний субрегіон (Oriente)                | 537        | 20 247                 |
| 17 |        | Лос-Патіос (Los Patios)                         | Східний субрегіон (Oriente)                | 133        | 67 441                 |
| 18 |        | Пуерто-Сантандер (Puerto Santander)             | Східний субрегіон (Oriente)                | 41         | 8112                   |
| 19 |        | Сан-Каєтано (San Cayetano)                      | Східний субрегіон (Oriente)                | 168        | 4491                   |
| 20 |        | Вілья-дель-Росаріо (Villa del Rosario)          | Східний субрегіон (Oriente)                | 228        | 69 991                 |
| 21 |        | Какота (Cácota)                                 | Південно-Західний субрегіон (Suroccidente) | 140        | 2513                   |
| 22 |        | Читага (Chitagá)                                | Південно-Західний субрегіон (Suroccidente) | 1172       | 9615                   |
| 23 |        | Мутіскуа (Mutiscua)                             | Південно-Західний субрегіон (Suroccidente) | 159        | 3847                   |
| 24 |        | Памплона (Pamplona)                             | Південно-Західний субрегіон (Suroccidente) | 1176       | 52 903                 |
| 25 |        | Памплоніта (Pamplonita)                         | південно-Західний субрегіон (Suroccidente) | 176        | 4767                   |
| 26 |        | Санто-Домінго-де-Силос (Santo Domingo de Silos) | Південно-Західний субрегіон (Suroccidente) |            | 5186                   |
| 27 |        | Арболедас (Arboledas)                           | Центральний субрегіон (Centro)             | 449        | 8589                   |
| 28 |        | Кукутілья (Cucutilla)                           | Центральний субрегіон (Centro)             | 372        | 8318                   |
| 29 |        | Грамалоте Gramalote)                            | Центральний субрегіон (Centro)             | 147        | 6233                   |
| 30 |        | Лурдес (Lourdes)                                | Центральний субрегіон (Centro)             | 87         | 3407                   |
| 31 |        | Салазар-де-Лас-Пальмас (Salazar de Las Palmas)  | Центральний субрегіон (Centro)             | 493        | 9272                   |
| 32 |        | Сантьяго (Santiago)                             | Центральний субрегіон (Centro)             | 173        | 2662                   |
| 33 |        | Вілья-Каро (Villa Caro)                         | Центральний субрегіон (Centro)             | 402        | 5007                   |
| 34 |        | Бочалема (Bochalema)                            | Південно-Східний субрегіон (Suroriente)    | 342        | 6558                   |
| 35 |        | Чинакота (Chinácota)                            | Південно-Східний субрегіон (Suroriente)    | 187        | 14 736                 |
| 36 |        | Дураном (Duranía)                               | Південно-Східний субрегіон (Suroriente)    | 177        | 4181                   |
| 37 |        | Ерран (Herrán)                                  | Південно-Східний субрегіон (Suroriente)    | 112        | 4446                   |
| 38 |        | Лабатека (Labateca)                             | Південно-Східний субрегіон (Suroriente)    | 249        | 5776                   |
| 39 |        | Рагонвалія (Ragonvalia)                         | Південно-Східний субрегіон (Suroriente)    | 96         | 6757                   |
| 40 |        | Толедо (Toledo)                                 | Південно-Східний субрегіон (Suroriente)    | 1578       | 15 378                 |